# Musulmans de France
L’Unione delle organizzazioni islamiche di Francia (UOIF) è una federazione islamica diffusa in Francia. La si ritiene vicina ai Fratelli musulmani.
È l'organizzazione islamica più attiva sul territorio, composta da associazioni regionali o di dipartimento, tra cui l’Association des musulmans de Lorraine, l'Association cultuelle lyonnaise e l’Association des musulmans des Alpes-Maritimes (AMAM).
Rappresentata nel Conseil français du culte musulman (Consiglio francese del culto musulmano), dopo le elezioni del 2003 l'UOIF detiene una vicepresidenza e la presidenza di undici dei venticinque Consigli Regionali del Culto Musulmano (CRCM).

## Origine e organizzazione
L'UOIF fu creata nel dipartimento Meurthe-et-Moselle nel 1983 da due studenti stranieri, il tunisino Abdallah Ben Mansur e l'iracheno Mahmud Zuheir.
L'Unione coordina le azioni di un centinaio di associazioni, è proprietaria di una trentina di moschee nelle maggiori città francesi. L'UOIF non riceve ufficialmente alcun aiuto finanziario da Stati stranieri. Il suo autofinanziamento, superiore all'80% del bilancio, è assicurato in massima parte dai membri. Una parte del finanziamento (12%) proviene da cittadini del Medio Oriente.
Il suo presidente, il franco-marocchino Lhaj Thami Breze, è titolare di un DEA (Diplôme d'Études Approfondies) in scienze politiche rilasciato dall'università di Bordeaux. È assistito da due vicepresidenti, Fuad Alaui e Nazir Hakim, ambedue membri dell'Ufficio Esecutivo, formato da 11 persone. Il consiglio d'amministrazione è costituito dai rappresentanti delle 12 "regioni" in cui sono suddivisi gli aderenti.
L'UOIF ha creato numerose associazioni specializzate:
- JMF: Jeunes musulmans de France (Giovani Musulmani di Francia)
- EMF: Étudiants musulmans de France (Studenti Musulmani di Francia), già UISEF: Union islamique des étudiants de France (Unione Islamica degli Studenti di Francia)
- LFFM: Ligue française de la femme musulmane (Lega Francese della Donna Musulmana)
- Imams de France (Imam di Francia)
- IESH: Institut européen des sciences humaines (Istituto Europeo di Scienze Umane)
- CBSP: Comité de bienfaisance et de secours aux Palestiniens (Comitato di Beneficenza e Soccorso ai Palestinesi)

## Relazioni con l'UOIE
L'UOIF è membro dell'Unione delle Organizzazioni Islamiche in Europa, in parte finanziata da benefattori sauditi. L'UOIE ha sede a Londra e il suo Presidente è assistito dal Consiglio Europeo della Ricerca e della Fatwa, la cui funzione è di «studiare ed emettere fatwā collettive indirizzate ai musulmani d'Europa e risolvano i loro problemi, conformemente alle regole e agli obiettivi della Shari'a».
L'UOIE è lo stimolo diretto del forte sviluppo dell'UOIF in Francia e delle sue numerose organizzazioni-satellite, così come dell'apertura nel 1990 dell'IESH: Institut européen des sciences humaines (Istituto Europeo di Scienze Umane) con sede a Château-Chinon e specializzato nella formazione degli imam e nell'insegnamento della lingua araba. L'istituto ha formato, tra il 1990 e il 2004, più di trecento imam.

## Attività e ideologia
Gli incontri periodici a livello nazionale o regionale sono una caratteristica dell'Unione. Essi sono l'occasione di riunire la comunità musulmana degli affiliati all'UOIF e di fare acquisti di prodotti alimentari o della tradizione islamica.
Nel 2003 l'incontro aveva accolto come ospite d'onore il ministro Nicolas Sarkozy. Nel pieno della polemica sulla legge sul velo islamico, benché spesso applaudito, era stato contestato dagli ascoltatori quando aveva ricordato che la legge francese obbliga le donne a essere fotografate a capo scoperto sui documenti di identità.
Tra i temi dibattuti negli incontri del maggio 2006: la vita e la pratica musulmane nel quotidiano e l'impegno dei musulmani in politica. Tra gli oratori, Hani Ramadan e Hassan Ikiussen e la deputata dell'UMP Christine Boutin, che hanno dibattuto il tema «Vivere insieme: ostacoli e aspirazioni».
Secondo la rivista francese Riposte laïque, l'UOIF si è impegnata nel gennaio 2008 ad agire per far ammettere in Francia alcuni principi della Shari'a.